# Samsø Austin Museum
Samsø Austin Museum er teknisk museum øst for Torup på Samsø som primært udstiller biler af mærket Austin. Det var det eneste bilmuseum i verden, som var dedikeret til bilmærket Austin.

## Historie
Museet blev grundlagt i 2005 ved købet af en grund med en nedlagt svinestal på, men allerede i 1985 blev samlingen startet, da grundlæggeren fik tilbudt en gratis Austin A35 for at få den fjernet. Samsø Austin Museum blev indviet den 1. juli 2007 med omkring 25 biler. Museet indeholder omkring 50 Austin-modeller, heriblandt en sportsvognen Austin Healey, en Austin A30 og en Austin A35 lastbil.
Der er blevet afholdt træf for Austin-ejere i flere år, hvor der er kommet biler fra England, Finland, Sverige, Norge, Holland og Danmark.
I 2013 valgte ejeren at nedlægge museet efter en afgørelse fra SKAT betød, at han ikke kunne trække udgifter fra i skat, da de blev dømt som en hobbyvirksomhed. Afgørelsen var med tilbagevirkende kraft, hvilket gjorde at han skyldte et større beløb til SKAT. Museet havde på dette tidspunkt ca. 4.000 gæster om året. Hele samlingen blev sat til salg i 2016, hvor hele samlingen blev solgt for 846.000 kr. Køberen valgte at føre museet videre i samme bygninger, dog med mulighed for tilføjelse af biler fra andre mærker.